# Рыжеголовая птица-носорог
Рыжеголовая птица-носорог (лат. Rhabdotorrhinus waldeni) — вид птиц семейства птицы-носороги. Подвидов не выделяют. Обитает на Филиппинских островах Негрос и Панай. Видовое название дано в честь шотландского орнитолога Артура Хая (1824—1878) (англ. Arthur Hay, 9th Marquess of Tweeddale), виконта Валдена.

## Описание
Рыжешейная птица-носорог достигает длины 60—65 см. Самки немного мельче самцов. Длина клюва у самцов от 14—15,8 см, а у самок 11,4—12,5 см. Выражен половой диморфизм в окраске оперения. У взрослых самцов макушка и задняя часть шеи тёмно-коричневые, голова, шея и верхняя часть груди рыжеватые. Остальное оперение тела и крылья чёрные. Хвост чёрный с широкой белой центральной полосой. Однако рулевые перья часто окрашиваются в красновато-коричневатый цвет из-за выделений копчиковой железы. Клюв оранжево-красный, основание подклювья ребристое. Высокий морщинистый шлем красновато-оранжевого цвета; заканчивается примерно на половине клюва. Голая кожа вокруг глаз и большой горловой мешок имеют цвет от жёлтого до оранжевого. Радужная оболочка тёмно-красная, ноги и ступни чёрные. У взрослых самок голова и шея чёрного цвета. Голая кожа вокруг глаз также чёрная. Горловой мешок бледно-жёлтый. Радужная оболочка красновато-карие. Молодые особи похожи на взрослых самцов, но немного бледнее. Клюв у них меньше, бледнее и без шлема. Неоперённые участки кожи на лице беловатые или жёлтые, радужная оболочка бледно-серая.

## Биология
Рыжеголовые птицы-носороги используют естественные дупла в деревьях для постройки своего гнезда. Этот вид находится под критической угрозой исчезновения. Рыжеголовые птицы-носороги очень медленно воспроизводят потомство и таким образом не выдерживают натиск охоты и вырубку леса. Ранее этот вид обитал также на острове Гимарас, в настоящее время предположительно вымер и на острове Негрос. В настоящее время популяция оценивается в 1000—2500 взрослых особей.